# 坎卡基 (印第安納州)
坎卡基（英語：Kankakee）是位於美國印地安納州拉波特縣的一個非建制地區。該地的面積和人口皆未知。